# 雅雀り子
雅雀 り子（やちあ りこ、本名：山之口 理香子〈やまのくち りかこ〉、1995年11月7日 - ）は、日本の舞踊家、振付師、モデル、女性アイドルグループ・ZOCの元メンバー。2024年4月からは、舞踊・振付の際に使用してきた本名の「山之口 理香子」名義で活動している。

## 経歴
幼少期よりモダンバレエを始め、舞踊コンクールで受賞、数々の舞踊公演に出演している。多摩美術大学美術学部演劇舞踊デザイン学科卒、学芸員資格を保有している。
2016年、「私。」（わたし）名義でミスiD2017に応募。ミスiD2017を受賞したことをきっかけに、大森靖子 「ウエディング・ベル」のMVに出演。以降、大森靖子作品に振付師として携わる他、自身も表現者として出演している。2019年2月6日、「riko」に改名。
2018年9月、ミスiD参加者を中心としたアイドルグループ・ZOCに「共犯者」として参画し、振付を行っている。2018年11月11日、大森（ソロとしての活動が優先のため）に加えて戦慄も欠席となったため、代役として出演した。以後、「共犯者」として不定期でステージに立っていたが、2020年10月1日の中野サンプラザでの再始動ライブ「AGE OF ZOC」にて雅雀り子として正式メンバーとなった。
2021年9月9日、ソロ楽曲「りこりこ☆くろまじゅつ」を配信リリース。同日、YouTubeにて「りこりこ☆くろまじゅつ」の“踊ってみた”動画を公開。
2022年6月1日、舞踊・振付業にて使用してきた「riko」の名義を、本名である「山之口理香子」に変更。
2024年3月31日、ZOCを脱退し、所属事務所のTOKYO PINKから退所。

## 人物・エピソード
根本宗子から、自身の肩書きについて、ダンサーではなく、「もう、rikoちゃんは“riko”っていう肩書きなんだけどね」と言われた。
根本は、伝統に縛られた環境の中で踊っていたこともあり、新しい分野で踊っていくため、「私。」という名義から「riko」という名義に変える必要があったのではないかと解釈している。
ZOCメンバーの藍染カレンはZOC加入以前、rikoの個人レッスンを受講したことがある。レッスンはニコニコ優しいが肉体的には厳しいものだったと語っている。

## 振付
- ZOC、METAMUSE（2024年までの楽曲）
- MAPA（2024年までの楽曲）
- 大森靖子

「絶対彼女 feat. 道重さゆみ」、「JUSTadICE」
- RAY

「ネモフィラ」、「彼女が冷たく笑ったら」、「星に願いを（Wish Upon a Star）」、「Meteor」、「GENERATION」、「尊しあなたのすべてを（Everything About My Precious You）」、「オールニードイズラブ（ALL NEED IS LOVE）」
- tipToe.

「Letter」、「僕らの青」、「ペトリコール」、「静かの海」、「最後の朝が来る前に」
- airattic

「屋根裏から愛を込めて」、「crawl syndrome」、「ghost girls generation」、「月夜」
- AVAM

「今日、依存して。」、「心臓」
- 絶世のインペリアルコレクション

「蒼響」、「汞銀」
- ねおち

「音と堕ちて」、「いつもできないこと」、「ワワワルツツツ」
- cherish your bubble

「眠り姫」

## 出演
ZOC、METAMUSEとしての出演については「ZOC (アイドルグループ)」を参照

### 舞台
- 山之口理香子 単独公演『Chambres』（2023年5月28日、横浜市市民文化会館関内ホール 小ホール）[36]
- 山之口理香子自主公演企画『あの子のはなし』（2024年6月1日・2日、日比谷OKUROJI）
  - あの子のうわさばなし（2024年8月30日、下北沢 half moon holl）
- Alice in Far East Wonderland〜極東のアリス〜（2024年6月29日・30日、新宿角筈区民ホール）[37]
- 赤いはな（2024年10月14日、下北沢Half Moon Hall）
- ワカバコーヒー『喫人舞踏会』（2025年5月30日 - 6月1日〈予定〉、高架下空き倉庫）[38]

根本宗子の作品
- 月刊「根本宗子」第17号『今、出来る、精一杯。』（2019年12月13日 - 19日、新国立劇場 中劇場）
- 超、リモートねもしゅー2『保母、超ウソツキ♡』（「体操のお姉さん」として出演）（2020年5月21日）[39]
- TOHO MUSICAL LAB. 根本宗子『Happily Ever After』（2020年7月11日）[40]
- 配信版『超、Maria』（2020年9月12日 - 9月21日）[41]
- 月刊「根本宗子」第18号『もっとも大いなる愛へ』配信公演（2020年11月4日 - 8日、本多劇場）[42]
- Cape jasmine（2021年10月6日・7日、日本青年館ホール）[43]
- 月刊「根本宗子」新しい試み『Progress２』（2022年8月8日 - 10日、象の鼻テラス）
- KAATキッズ・プログラム2023『くるみ割り人形外伝』（2023年8月5日 - 13日、KAAT神奈川芸術劇場・19日、穂の国とよはし芸術劇場PLAT 主ホール・26日 - 27日、まつもと市民芸術館 小ホール・9月10日、北九州芸術劇場 中劇場）[44]
- 音楽劇『くるみ割り人形外伝』（2025年8月23日 - 31日、新国立劇場 小劇場）[45]

### モデル
- W HIROKO PROJECT（2020年8月）※伊藤弘子、岡田裕子によるマスク・防護服ブランド[46]
- ATELIER-PIERROT ラフォーレ原宿店 PRIVATE PARTY 2022（2022年12月）- メインビジュアルモデル[47][48]
- SIGHTRON防振双眼鏡「FESTA 12x21 STABI」（2023年）- 広告モデル[49][50]
- FLYING DEAD NYAN-NYAN『LUX』（2023年11月29日）- ビジュアルモデル[51]
- POETIQUE Subculture collection（2024年）[52][53]

### ネット番組
- 猫舌SHOWROOM「豪の部屋」（2021年8月17日、SHOWROOM）[54]
- セガにゅー フレンズ（2023年10月19日、YouTube）[55]

### ミュージック・ビデオ
大森靖子
- 「ウエディング・ベル」Music Video（2016年8月19日 公開）[56]
- 「GIRL'S GIRL」Music Video（2018年7月6日 公開）[57]
- 「JUSTadICE」Music Video（2019年5月17日 公開）[58]
- 「NIGHT ON THE PLANET -Broken World-」Music Video（2020年10月28日 公開）[59]
- ZOC（雅雀り子）「りこりこ☆くろまじゅつ」Music Video（2021年9月9日 公開）[60]
- 「前説ADvance」Music Video（2022年9月1日 公開）[61]

tipToe.
- 「blue moon.」Music Video（2018年8月14日 公開）[62]

山崎育三郎
- 「LIKE、重ねていく feat.幾田りら」Music Video（2024年3月27日 公開）[63]

### イベント・ライブ
- まいぷにすとの集い vol.11〜#ふたりは凸凹〜（2022年4月23日、LOFT9 Shibuya）- 出演：塚本舞 、riko（雅雀り子）
  - NAKED LOFTpresents横浜♡飲み会 〜ふたりは凸凹リターンズ〜（2024年6月11日、NAKED LOFT YOKOHAMA）- 出演：塚本舞、山之口理香子
  - NAKED LOFTpresents横浜♡飲み会 〜ふたりは凸凹リターンズ2〜（2024年9月25日、NAKED LOFT YOKOHAMA）- 出演：塚本舞、山之口理香子
- sugarbeans感謝祭 〜つぶあんこしあんトレビアン大集結!〜（2022年7月28日、恵比寿LIQUIDROOM）[64]
- りこりこ闇鍋会（2022年9月13日、LOFT9 Shibuya）- ゲスト：山本裕[65]
  - りこりこ闇鍋会 激辛編（2024年2月5日、NAKED LOFT YOKOHAMA）- 出演：山本裕、米澤一平、ワカバコーヒー（川村真奈、若羽幸平）、山之口理香子
- たたかえ りこつぶの城 〜ヲタクとの闘い〜（2022年10月11日、LOFT9 Shibuya）[66]
- 今月の宮下雄也vol.68（2022年10月29日、新宿ロフトプラスワン）- 出演：宮下雄也、雅雀り子、鳳翔大、今立進（エレキコミック）他
- 雅雀り子生誕祭『2 Minutes to Midnight. -朝月夜・夕月夜-』（2022年11月3日、青山月見ル君想フ）※1部 -朝月夜- ゲスト：佐藤南美、2部 -夕月夜- ゲスト：sugarbeans[67]
  - 山之口理香子生誕イベント『Lumière』（2023年11月4日、銀座クラシックホール）- ゲスト：ニシムラサキコ、佐藤南美
  - 山之口理香子生誕記念公演『貴方へ』（2024年11月1日、横浜市長浜ホール）- 出演：佐藤南美、高橋美香子、ニシムラサキコ、山之口理香子
- 京都嵐山芸術祭（2022年11月11日・12日、京都・法輪寺 見晴台）[68][69]
- WITH HARAJUKU コンテンポラリーダンスフェスティバル（2022年12月10日・11日、WITH HARAJUKU HALL）[70][71]
- MAD TEA PARTY〜ゴスロリ♡タイム〜（2022年12月14日、LOFT9 Shibuya）- 出演：雅雀り子、MAPA[72]
  - MAD TEA PARTY 23’WINTER 淑女たるもの、ボドゲ嗜みたくてよ（2023年12月21日、LOFT9 Shibuya）- 出演：雅雀り子、MAPA[73]
- Moi-même-Moitié Official Tea Party〜幻想的な庭園に招かれた聖少女たちの禁断の白昼夢〜（2022年12月19日、ホテル椿山荘東京）[74]
- 新春！りこりこうんだめし（2023年1月8日、いと藤）[75]
- Sans titre vol.1（2023年2月5日、Harf Moon Hall下北沢）- 出演：堀田果那、山之口理香子[76]
  - Sans titre vol.2（2024年2月23日、Harf Moon Hall下北沢）
  - Sans titre vol.3（2024年3月29日、Harf Moon Hall下北沢）- 出演：飯塚友浩、山之口理香子
- 【バズ草ガール初イベント】バレンタイン予定なくて草も生えない人集まれ（2023年2月14日、LOFT9 Shibuya）- 出演：バズ草ガール（西井万理那、鎮目のどか）ゲスト：振付師のやちありこさん[77]
- 【CP+2023】サイトロンジャパン ステージセミナー『動画撮影テクニック＆広告撮影裏話会』（2023年2月25日、パシフィコ横浜）- 出演：二宮ユーキ、山之口理香子[78][79]
  - 【CP+2024】サイトロンジャパン ステージセミナー『写真を撮ろう！アイドル視点から学ぶレンズ選びの楽しさと沼深さ』（2024年2月24日、パシフィコ横浜）- 出演：二宮ユーキ、巫まろ、雅雀り子[80][81]
- ATELIER PIERROT TEA PARTY & FASHON SHOW 2023（2023年5月20日、ヒルトン東京）[82]
- しゃんぶる ゆるっゆる打ち上げ会（2023年6月16日、下北沢ハーフムーンホール）
- りこ呑み（2023年7月24日、NAKED LOFT YOKOHAMA）
  - りこ呑み〜おつかれさま編〜（2024年4月29日、（2024年7月21日、梅田Lateral）
  - 出張！りこ呑み（2024年7月21日、梅田Lateral）
  - パフェテリア・リコ りこ呑み番外編（2024年7月28日、梅田Lateral）
- 別所温泉芸術祭 - ZERO - 2（2023年9月15日 - 9月18日、別所温泉エリア）
  - 別所温泉芸術祭 - ZERO - 3（2024年9月5日 - 9月8日、別所温泉エリア）
- しゃんぶる上映会（2023年10月18日、元映画館）
- cafe acorite × 山之口理香子 お茶会『WITCHES' SABBATH』（2023年11月3日、カフェ アコリット）
- FLYING DEAD NYAN-NYAN pre."Snow in the Dark"『LUX』Release show.（2023年12月10日、下北沢ERA）- 出演：FLYINGDEADNYAN-NYAN、山之口理香子、Aureole、Looprider、狐火
- ノボリトリート（2023年12月17日、小田急線登戸駅高架下エリア）- 出演：山之口理香子、阿部真理亜、DJ IORI、Mao、尾身美苗、川村美紀子、米澤一平[83]
- 『サーカスBar 野毛うっふsession』vol.77（2024年2月16日、Cabaret Cafeうっふ）- 出演：米澤一平、近藤達郎、山之口理香子
- 『横須賀のsalo』vol.8（2024年5月25日、飯島商店）- 出演：山之口理香子、hidekimasuda、近藤達郎、Darie（濱田理恵）、米澤一平[84]
- あゝ踊り念仏（2024年7月26日、蟠龍寺）- 出演：米澤一平、カナキティ、谷本麻実、あづみぴあの、山之口理香子
- 真夏のペニシリンFes（2024年8月21日、スロウプハウス）- 出演：山本裕、船木こころ、カナキティ、ワカバコーヒー（川村真奈、若羽幸平）、山之口理香子
- 豊岡演劇祭2024『妖怪図鑑古刹探訪』（2024年9月15日・16日、温泉寺薬師堂）- 出演：伊藤キム、カナキティ、川村美紀子、輿一朗、山本裕、米澤一平、山之口理香子
  - 隅田川 森羅万象 墨に夢 プロジェクト企画『妖怪図鑑北斎百物語続々』（2024年11月3日・4日、隅田公園そよ風ひろば）- 出演：伊藤キム、カナキティ、川村真奈、川村美紀子、輿一朗、船木こころ、山本裕、米澤一平、若羽幸平、山之口理香子
- 志賀高原天空フェス10th Anniversary（2024年9月28日・29日、志賀高原山の駅）[85]
- 未来の場（2024年10月5日、月花舎）- 出演：星衛、松村拓海、米澤一平、山之口理香子

## 書籍
- 『ZOC BIBLE』（2021年4月1日、KADOKAWA）

### 雑誌
- IDOL AND READ 026（2021年2月22日 、シンコーミュージック・エンタテイメント）インタビュー[86]。
- IDOL FILE Vol.24 LOLITA&GOTHIC（2021年12月10日、シンコーミュージック・エンタテイメント）モデル[87]。